# Manuel Toussaint

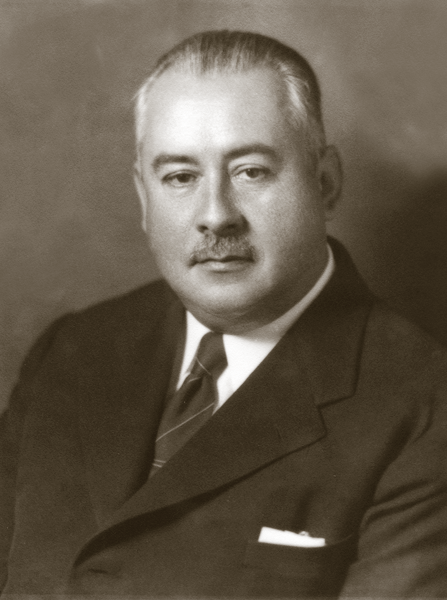
Manuel Toussaint

Manuel Toussaint y Ritter (Mexico-Stad, 1890 - New York, 22 november 1955) was een Mexicaans kunsthistoricus en schrijver.
Toussaint studeerde kunstgeschiedenis en Spaanse letteren aan de Nationale Autonome Universiteit van Mexico (UNAM), en was een tijdje persoonlijk secretaris van José Vasconcelos. In 1916 richtte hij met Julio Torri en Agustín Loera y Chávez de uitgeverij Editorial Cvltura, die in de eerste helft van de 20e eeuw de belangrijkste uitgever van klassieke en contemporaine literaire teksten zou worden. Vanaf 1928 was hij voorzitter van de kunstenfaculteit van de UNAM, en doceerde tevens kunstgeschiedenis en koloniale geschiedenis.
In 1954 werd hij tot lid van de Mexicaanse Taalacademie benoemd. Hij overleed een jaar later op de terugweg van een internationale conferentie in Venetië.
- Biblioteca Nacional de España: XX1078939
- Bibliothèque nationale de France: cb12021119s (data)
- Catàleg d'autoritats de noms i títols de Catalunya: 981058523145506706
- Gemeinsame Normdatei: 1055258469
- International Standard Name Identifier: 0000 0001 0855 7733
- Library of Congress Control Number: n82222196
- Nationale Bibliotheek van Tsjechië: xx0206625
- Nationale Bibliotheek van Israël: 987007268923405171
- Nederlandse Thesaurus van Auteursnamen: 069221782
- Système universitaire de documentation: 028359895
- Trove: 1171412
- Virtual International Authority File: 20056121
- WorldCat: E39PBJkdqHbvwG4b3fJMXwtVG3